# Enunciado de trabajo
El Enunciado de Trabajo sirve como base para un acuerdo contractual entre un proveedor y un cliente de un servicio. Permite definir el alcance y el enfoque que serán usados para la ejecución y conclusión de un proyecto.
Generalmente este documento sirve para determinar si la ejecución del proyecto fue o no exitosa

## Contenido de un Enunciado del Trabajo (Statement of Work - SOW)
- Título
- Antecedentes del Proyecto
- Descripción del proyecto y alcance
- Enfoque
- Administración de cambios para el alcance
- Roles y responsabilidades
- Entregables
- Criterios de aceptación
- Plan de Proyecto
- Firmas